# (473127) 2015 JZ4
(473127) 2015 JZ4 es un asteroide perteneciente al cinturón de asteroides, descubierto el 15 de octubre de 2012 por el equipo del Catalina Sky Survey desde el Catalina Sky Survey, Arizona, Estados Unidos.

## Designación y nombre
Designado provisionalmente como 2015 JZ4.

## Características orbitales
2015 JZ4 está situado a una distancia media del Sol de 2,882 ua, pudiendo alejarse hasta 3,163 ua y acercarse hasta 2,601 ua. Su excentricidad es 0,097 y la inclinación orbital 16,48 grados. Emplea 1787 días en completar una órbita alrededor del Sol.

## Características físicas
La magnitud absoluta de 2015 JZ4 es 15,7.